# Abya Yala
Abya Yala is een alternatieve naam voor het continent dat in het Westen bekendstaat als Amerika. De naam werd in 1992 gekozen op een internationaal congres voor Inheemse volkeren uit het gebied. 
De uitdrukking is afkomstig uit het Kuna, de taal die wordt gesproken door de Kuna bevolking uit Panama. De bevolking woont tot op de dag van vandaag op de plaats waar Noord- en Zuid-Amerika samenkomen. De term waarmee de Inheemse bewoners verwijzen naar hun continent betekent "volwassen land" of "land in volle bloei". Abya Yala wordt door veel Inheemse activisten gebruikt als alternatief voor de benamingen 'Amerika' of 'Nieuwe Wereld', die in hun ogen te eurocentrisch zijn. De Boliviaanse Aymaraleider Takir Mamani heeft voorgesteld over het hele continent het gebruik van Amerika in officiële documenten van Inheemse bestuurslichamen te vervangen door Abya Yala.